# Tormenta tropical Talas
La tormenta tropical Talas fue un ciclón tropical inusualmente grande que causó muchas muertes y daños severos a Japón. Fue la tormenta número 12 y la séptima tormenta tropical severa de la temporada de tifones del Pacífico de 2011. Se sabe que Talas ha matado al menos a 82 personas y 20 más siguen desaparecidas. La palabra Talas es una palabra filipina que significa «nitidez». Duro cinco meses, después de que Japón fue golpeado por un gran tsunami.
En todo Japón, Talas trajo fuertes lluvias dejando los caminos inundados. Se observó una precipitación extremadamente fuerte de 66.5 milímetros por hora, con una precipitación de 69.0 mm en Yamanakako, Yamanashi, y 49.5 mm en Ichinoseki, Iwate, que excedió los registros generales durante todo el mes de septiembre. Unas 3.200 personas fueron evacuadas en 16 prefecturas después de una lluvia extremadamente fuerte. Unas 700 casas fueron completamente inundadas por las inundaciones en el este y el oeste de Japón y alrededor de 9.500 hogares en nueve prefecturas de todo el país sufrieron cortes de energía . Se cancelaron más de 400 vuelos dejando aproximadamente 34,000 varados.